# سمامة المداخن
سَمامة المداخن هي طائر ينتمي إلى الفصيلة السمامية.